# 大雲寺 (京都市)
大雲寺（だいうんじ）は、京都府京都市左京区岩倉上蔵町にある仏教寺院。宗旨は天台寺門宗系単立（天台證門宗）。山号は「紫雲山」または「石座山」および「岩蔵山」。本尊は十一面観音菩薩で、岩倉観音・観音院などとも称される。

## 歴史
縁起によれば、天禄2年（971年）に比叡山延暦寺で法会があり、多くの公卿らが五色の霊雲の立ち昇るのを見た。中納言日野文範がこれを見て山を下り、霊雲の谷（岩倉）に至った。そこで老尼（石座明神）と出逢い、その地が観音浄土の地と知り、伽藍建立の適地として喜んだ。このことが時の天皇の耳に達し、文範が真覚上人を開祖として創建したのに始まると伝えられ、園城寺（三井寺）の有力な別院であった。文範は紫式部の曽祖父（式部の母の祖父）にあたる人物。真覚は藤原敦忠の子で、俗名を藤原佐理といい（三蹟の一人の藤原佐理とは別人）、村上天皇に近侍していたが、天皇没後、比叡山で出家した。大雲寺の本尊十一面観音は聖武天皇の姿を写した行基作の一木作りで、また大和国長谷寺の十一面観音と同じ木で作られたものという内裏に伝来した像を、真覚の祖父にあたる藤原時平が下賜されたものという。
また、大雲寺建立と同時に鎮守社として境内に石座神社を移して祀っている。
天元3年（980年）には円融天皇の勅願所となる（小右記目録）。
永観3年（985年）には、冷泉天皇中宮・朱雀天皇皇女である昌子内親王により、寺内に観音院が建立された（日本紀略）。このことから昌子内親王を観音院太后とも称する。真覚の子の文慶法印が観音院の初代別当となった。内親王の墓は大雲寺の近くに岩倉陵として残っている。
園城寺長吏、法性寺座主を務めた僧余慶（智弁）は観音院僧正とも呼ばれ、大雲寺・観音院との関係が深かった。天元4年（981年）、余慶は一門の僧数百人を連れて大雲寺へ移ったが、これは余慶らの園城寺の寺門派と延暦寺の山門派との対立（山門寺門の争い）を背景とするものであった。この頃の大雲寺・観音院は四十九の堂塔伽藍と千人に及ぶ僧を擁した大寺院であったが、その後の寺門・山門の抗争により、寺門派の別院であった大雲寺はたびたび兵火に見舞われ、焼失を繰り返した。保延2年（1136年）には当時残っていた伽藍が全焼してしまったことが『中右記』同年3月12日条にみえる。
延久元年（1069年）後三条天皇の第三皇女が狐に憑かれた時、大雲寺の観世音に祈願し、大雲寺の井戸の水を飲んでいたところ治ったという伝承「御香水之由来」がある。憑かれた人達が、あやかろうと参るようになる。
文明6年（1474年）、洛中の今出川小川（現・上京区実相院町）にあった実相院が、応仁の乱の戦火を逃れるため当寺の塔頭であった成金剛院の跡地である現在地に移転してくるが、以後両者は度々対立している。
元亀2年（1571年）、織田信長の比叡山焼き討ちに際して当寺も焼失している。江戸時代に入り寛永18年（1641年）後水尾天皇の後援を得て、実相院門跡義尊により本堂等が再建された。
しかし、1985年に寺が抱える多額の負債の整理のためとして、旧寺地（岩倉上蔵町303）が土木工事等の仲介を業とする会社に売却され、同年7月に建物が全て取り壊された。寺は旧境内からやや離れた石座神社東側にある塔頭宝塔院の旧地に移転し、仮本堂が建てられた。同じ時期には国宝の梵鐘が売却され一時行方不明になった（後述）。また寺宝も一時散逸したが、1998年に全て取り戻されている。
旧寺地には余慶僧正ゆかりの閼伽井（智弁水）や不動の滝、周辺には実相院宮墓、智弁（余慶）墓、昌子内親王岩倉陵などが残る。
往時の佇まいはないものの秘仏ならびに寺宝類全ては仮本堂に保管され、「脳病平癒の御利益」を求めて全国からの参拝者が絶えない。また戦後独立して天台證門宗の総本山となって法脈は絶えることなく受け継がれている。この患者の世話をする茶屋などの伝統を受けて旧寺地を含む周辺には複数の精神病院が立地している。
『源氏物語』「若紫」の巻に登場する「北山のなにがし寺」のモデルがこの寺（または鞍馬寺）であるとする説もある（歴史学者角田文衛の説）。

## 文化財
大雲寺旧蔵の梵鐘（国宝）は、天安2年（858年）の銘がある。もと比叡山西塔に伝来し、内紛により993年（正暦4年）に大雲寺へ移されたとされる。
1985年には、梵鐘が当時保管されていた実相院から一時行方不明になる事件が起き、「梵鐘蒸発事件」として話題になった。梵鐘は1985年5月に1億円で寺から不動産会社「三協西山」（後にペキシムに社名変更）に売却する契約が結ばれており、1985年10月に京都市上京区の相国寺内にある承天閣美術館で発見された。梵鐘は1982年から補修名目で実相院に保管されていたが、文化財保護法が定める所有権や所在場所の変更届出のないまま1985年10月1日に広隆寺旧霊宝殿へ、同月26日には蓮華寺へ、そして同月31日に承天閣美術館に移された。この事件に関しては、不動産会社の社長のほか、広隆寺の貫主や蓮華寺の副住職など関係者十数名が文化財保護法違反（重要文化財の隠匿）の疑いで書類送検された。
梵鐘は一時京都府警察が押収した後、「所有権がはっきりしない」として京都地方検察庁から京都府に還付されたが、梵鐘を購入したとする不動産会社が特別抗告を申し立て、最高裁判所は京都地検の処分を取り消す決定をした。一旦は承天閣美術館に戻されたものの、1995年4月にはそもそも寺と不動産会社の売買契約が無効とする判決が出された。不動産会社は控訴したが、その後和解が成立したことで所有権は大雲寺に戻され、1998年10月には梵鐘が寺から佐川急便に有償で譲渡されることが決まった。現在は佐川美術館に所蔵されている。

## 所在地
- 京都府京都市左京区岩倉上蔵町305
- 京都バス「岩倉実相院」バス停下車。徒歩数分。